# Andrew Matheson
Andrew Matheson (17 de julio de 1969) es un deportista neozelandés que compitió en remo.
Ganó una medalla de plata en el Campeonato Mundial de Remo de 1995, en la prueba de cuatro con timonel. Después de retirarse de la competición, ejerció de gerente en Rowing New Zealand, director de alto rendimiento en el Instituto Australiano de Deportes y director en Cycling New Zealand.
Estudió los grados de Mercadotecnia y de Fisiología y Biomecánica en la Universidad de Otago.

## Palmarés internacional
| Campeonato Mundial | Campeonato Mundial  | Campeonato Mundial | Campeonato Mundial |
| Año                | Lugar               | Medalla            | Prueba             |
| ------------------ | ------------------- | ------------------ | ------------------ |
| 1995               | Tampere (Finlandia) | Medalla de plata   | Cuatro con timonel |